# Синицин Микола Іванович
Микола Іванович Синицин (1800 – 1844) –  надвірний радник, директор Рішельєвського ліцею.

## Біографія
Микола Іванович Синицин народився у 1880 році у Санкт-Петербурзі.
Первісну освіту здобув у батьківському домі. У 1814 – 1819 роках навчався у Морському кадетському корпусі. По закінченні навчання був призведений у мічмани.
На різних кораблях ходив від С.-Петербургу до Кронштадту . У 1824 році отримав звання  лейтенанта. На військовому транспорті «Кроткий» під командуванням видатного мореплавця Л. А. Гагемейстера здійснив навколосвітній подорож у 1828 – 1830 роках. 
За відмінну службу отримав звання капітан - лейтенанта. В 1832 році переведений у цивільний чин надвірного радника.

#### Педагогічна діяльність
В 1819 – 1828 роках викладав математику, астрономію, навігацію у Морському кадетському корпусі.
Переїхавши до Одеси, з 1832 року до 1844 року був директором Рішельєвського ліцею, у склад якого входив педагогічний інститут.  Неодноразово виконував обов’язки попечителя Одеського учбового округу.
Помер М. І. Синицин 3 червня 1844 року в м. Одеса.